# 特平案
特平案（英語：Turpin case）是指美國的加州佩里斯一起父母虐待子女的案件。父母大衛和露易絲·特平 （David and Louise Turpin） 将他们的13名子女用铁链锁在床上于暗室囚禁多年，2018年1月14日，其中一名兒童成功逃脫後向警察求助，警察在進入家中後，發現很多兒童被關在一個黑暗，惡臭的房間裡。被囚禁者的年齡從2歲到29歲不等。这对夫妇於2018年1月正式被捕時，十三個孩子中有七個已經是合法成年人（18歲及以上）。
該案被認為是“出於各種原因的非同尋常”，包括父母雙方均對多個孩子施加了虐待，以及虐待和酷刑的有計劃和系統的性質。
考慮到所涉家屬的數量，13個兄弟姐妹，數十年來虐待的程度和曠日持久的性質，這個案件在新聞界引起了國際上的極大關注。家庭虐待的專家認為，由於多種原因，該案是“超乎常理”的。

## 過程
大衛·艾倫·特平（生於1961年10月17日）和露易絲安娜·特平（生於1968年5月24日），大衛17歲时和10歲的露易絲相识，之后在1985年于弗吉尼亞州佩里斯堡私奔，這激怒了露易絲的牧師父親。
露易絲的家庭堪稱一場社會災難，據露易絲的妹妹透露，露易絲的媽媽菲利斯行為並不正常，她在露易絲童年時期經常將其獻給自己的外公以滿足其變態的慾望，而外祖父早年的經歷則不得而知。
據大衛的父母說，他是一名電腦工程師，畢業於弗吉尼亞理工大學，曾在洛克希德·馬丁公司和諾斯羅普·格魯曼公司工作。
特平一家於1999年離開得克薩斯州沃思堡前往里奧維斯塔，然後於2010年離開該地區。
2014年，特平一家搬到了加利福尼亚州的佩里斯，鄰居報告說，案件揭發之前，除非有人对他们说话，否则孩子们会保持沉默，“就像孩子们唯一的防御就是隐身一样”。會跳過而不是走路；並显得營養不良和蒼白。露易絲的一個姐姐後來說，大衛和露易絲拒絕讓她見孩子，另一個姐姐說她一直在擔心孩子的體重。但露易絲的姑姑說，在Facebook上張貼的全家福讓她認為“他們是一個幸福的大家庭”。
孩子們並不是所有的時間都被囚禁。父母和所有13名兒童曾在附近的安那翰迪士尼樂園度假區參觀并拍照。男孩和女孩穿著迪士尼相匹配的T卹。大衛和露易絲都對迪士尼樂園情有獨鍾。這對夫婦的兩輛汽車上的車牌分別是“ DLand”和“ DL4ever”。
夫婦被捕前打算要搬家至奧克拉荷馬州。

## 涉案行為
多年來，父母一直在監禁、毆打和掐自己的孩子，孩子們每天只能進食一次，每年只洗一次澡。大孩子由於營養不良而顯得年輕得多；29歲僅重82磅（37公斤）。有些人似乎缺乏有關世界的基本知識，例如不熟悉什麼藥物和警察。

## 案發
到2018年，特平的孩子們已經計劃逃離父母兩年多了。2018年1月14日，其中兩個女孩通過窗戶離開了房子。年輕的女孩（13歲）變得害怕並轉過身回去，但是17歲的女孩離她很遠，在她帶來的手機上打了9-1-1。

## 事後反響
该事件凸顯出教育機關對於這群「學齡兒童」的生活缺乏必要關照，加州法律會要求6-18周歲的公民必須接受義務教育，並且要求私立學校僱員必須接受指紋和背景調查。
但是本案件中，教育部門和當地的學區都沒有依照法律來進行家庭尋訪來審查他們的課業進度或評估他們孩子的學習狀況，這也是使得犯案人只是掛名在學校便蒙混過關的主要原因，這凸顯出了教育機構在此方面的缺失和疏忽。同時被拒絕進入他們家的人，沒有警覺到可能涉嫌虐待也是一大問題之一。
後續狀態

受雇進行「特平案」受虐兒後續生活評估的LLP律師事務所提出一份超過600頁的報告，證實了社會福利系統的失敗。調查指出，安置在寄養家庭的年幼孩子，再次受到虐待甚至性侵。有５個孩子竟被送到一個共領養９人的戀童癖家庭.
至於已成年的兄弟姐妹們，只能生活在高犯罪率的社區，沒有乾淨的房間與買食物的錢，並被繁雜的福利制度申請手續扼殺自力更生的決心。

## 朋友和家人的反應
2018年1月17日，露易絲的妹妹說，她多年来希望能够探望看到她的侄女和侄子，但這對夫婦拒絕了她的探視請求，即使是簡單通過Skype來取得聯絡也不被允許，她的父母來探視也是一樣被拒之門外。露易絲的另一位妹妹說，她擔心孩子的體重狀況。露易絲的姨媽稱：“如果僅透过他們放在Facebook上的照片來看，你会認為他們是一個幸福的大家庭。”大衛的父母在案發後說他們對他們的兒子和兒媳的指控感到“驚訝和震驚”。
羅比內特的妹妹伊麗莎白·J·弗洛雷斯（née Robinette）撰寫了「Sisters of Secrets: The Story Of Sisters Leading Up To The Turpin Case Arrest」記述了該事件。

## 大眾文化
該案件的電視報導超越了傳統的電視新聞報導，如脫口秀，甚至是關注特平案的犯罪節目：
- 露易絲的姐姐伊麗莎白和堂兄帕特里夏在2018年1月30日播出的奧茲醫生表演電視連續劇中揭露了影響他們的童年虐待事件。
- 在菲爾博士情節“裡面恐怖的加州之家”播出2018年1月; 在其中，家人，鄰居和朋友與菲爾（Phil）博士談論了家庭中發生的秘密。綁架倖存者米歇爾·奈特（Michelle Knight）為孩子們分享了一條訊息。
- 法網遊龍：特案組於2018年5月2日播放了一集名為「The Book of Esther」的節目，講述了參考特平案紐約皇后區的虛構家庭故事。[8]
- 露易絲的妹妹伊麗莎白和表弟帕特里夏揭露了影響他們所有人的童年虐待，這些影片是在2018年1月30日播出的奧茲博士電視連續劇中播出的。[9]
- 露易絲的妹妹伊麗莎白·弗洛雷斯在2019年9月1日的第6季第8集邪惡的生活「我的扭曲姐妹」（ Sisters of Secrets: The Story Of Sisters Leading Up To The Turpin Case Arrest）中講述了這個故事。
- 在FOX的電視劇「火速救援最前線」中，其第三季劇集中的「怪獸」（Monsters），其主題便是參考特平案。在這一集案件中，洛杉磯警察局警佐雅典娜·格蘭特在上鎖的地下室裡發現了孩子，如同特平案細節。一位年長的兄弟姐妹也逃離了房屋尋求幫助。這集演出的「父母」回家後被捕，孩子們也得到了醫療救助。[10]

## 另見
- 弗里茨案，又稱奧地利禁室亂倫案
- 娜塔莎·坎普希──奧地利類似案件受害人。

- 斯德哥爾摩症候群

## 外部連結
- "Turpin captivity case" topic on BBC News （页面存档备份，存于）
- Turpin Arrest - Riverside County Sheriff Press Release
- DA Mike Hestrin Announces Charges Filed in Perris Child Torture Case - Riverside County District Attorney News Release